# Pleosporals
Els pleosporals (Pleosporales) són l'ordre de fongs ascomicots de la classe dotideomicets (Dothydeomycetes).  S'estima que conté més de 4.700 espècies, essent l'orde més gran de la classe.
La majoria de les espècies són sapròtrofs sobre material vegetal en descomposició en aigua dolça, marina, o ambients terrestres, però algunes espècies estan associades amb plantes vives com paràsits, epífits o endòfits.
Les espècies més ben estudiades són les que causen malalties en les plantes cultivades, per exemple, Cochliobolus heterostrophus, causa malalties en el panís, Phaeosphaeria nodorum (Stagonospora nodorum) la causa al blat i Leptosphaeria maculans la causa en la col (Brassica). Algunes espècies de pleosporals es troben en la femta dels animals.
Un petit nombre estan liquenitzats i algunes són  fongs que viuen en les roques. El membre més antic dels pleosporals és el gènere extint Margaretbarromyces de l'Eocè.

## Taxonomia
Segons la darrera actualització de la taxonomia dels fongs, l'ordre dels pleosporals inclou 94 famílies:
- Família Acrocalymmaceae
- Família Ageratinicolaceae
- Família Aigialaceae
- Família Amniculicolaceae
- Família Amorosiaceae
- Família Anastomitrabeculiaceae
- Família Anteagloniaceae
- Família Aquasubmersaceae
- Família Arthopyreniaceae
- Família Ascocylindricaceae
- Família Astrosphaeriellaceae
- Família Bambusicolaceae
- Família Biatriosporaceae
- Família Camarosporiaceae
- Família Camarosporidiellaceae
- Família Coniothyriaceae
- Família Corynesporascaceae
- Família Cryptocoryneaceae
- Família Cucurbitariaceae
- Família Cyclothyriellaceae
- Família Dacampiaceae
- Família Delitschiaceae
- Família Diademaceae
- Família Dictyosporiaceae
- Família Didymellaceae
- Família Didymosphaeriaceae
- Família Dothidotthiaceae
- Família Fuscostagonosporaceae
- Família Fusculinaceae
- Família Halojulellaceae
- Família Halotthiaceae
- Família Hermatomycetaceae
- Família Hypsostromataceae
- Família Latoruaceae
- Família Lentimurisporaceae
- Família Lentitheciaceae
- Família Leptosphaeriaceae
- Família Leptosphaerioidaceae
- Família Libertasomycetaceae
- Família Ligninsphaeriaceae
- Família Lindgomycetaceae
- Família Lizoniaceae
- Família Longiostiolaceae
- Família Longipedicellataceae
- Família Lophiostomataceae
- Família Lophiotremataceae
- Família Macrodiplodiopsidaceae
- Família Massariaceae
- Família Massarinaceae
- Família Melanommataceae
- Família Morosphaeriaceae
- Família Mycoporaceae
- Família Neocamarosporiaceae
- Família Neohendersoniaceae
- Família Neomassariaceae
- Família Neomassarinaceae
- Família Neophaeosphaeriaceae
- Família Neopyrenochaetaceae
- Família Nigrogranaceae
- Família Occultibambusaceae
- Família Ohleriaceae
- Família Parabambusicolaceae
- Família Paradictyoarthriniaceae
- Família Paralophiostomataceae
- Família Parapyrenochaetaceae
- Família Periconiaceae
- Família Phaeoseptaceae
- Família Phaeosphaeriaceae
- Família Pleomassariaceae
- Família Pleomonodictydaceae
- Família Pleosporaceae
- Família Profundisphaeriaceae
- Família Pseudoastrosphaeriellaceae
- Família Pseudoberkleasmiaceae
- Família Pseudocoleodictyosporaceae
- Família Pseudolophiotremataceae
- Família Pseudomassarinaceae
- Família Pseudopyrenochaetaceae
- Família Pyrenochaetopsidaceae
- Família Roussoellaceae
- Família Shiraiaceae
- Família Sporormiaceae
- Família Striatiguttulaceae
- Família Sublophiostomataceae
- Família Sulcatisporaceae
- Família Teichosporaceae
- Família Testudinaceae
- Família Tetraplosphaeriaceae
- Família Thyridariaceae
- Família Torulaceae
- Família Trematosphaeriaceae
- Família Tzeananiaceae
- Família Wicklowiaceae
- Família Zopfiaceae

### Gèneresincertae sedis
Aquest són gèneres dels Pleosporales de taxonomia incerta.
- Amarenomyces
- Anguillospora
- Aquaticheirospora
- Ascochyta
- Ascochytella
- Ascochytula
- Ascorhombispora
- Ascoronospora
- Berkleasmium
- Boeremia
- Briansuttonia
- Centrospora
- Cheiromoniliophora
- Cheirosporium
- Clavariopsis
- Coronospora
- Dactuliophora
- Dictyosporium
- Didymella
- Didymocrea
- Digitodesmium
- Elegantimyces
- Extrusothecium
- Farlowiella
- Fusculina
- Helicascus
- Herpotrichia
- Hyalobelemnospora
- Immotthia
- Lentithecium
- Leptosphaerulina
- Letendraea
- Macroventuria
- Margaretbarromyces
- Massariosphaeria
- Metameris
- Monoblastiopsis
- Mycocentrospora
- Mycodidymella
- Neopeckia
- Neophaeosphaeria
- Ocala
- Ochrocladosporium
- Paraliomyces
- Passerinula
- Periconia
- Phaeostagonospora
- Protocucurbitaria
- Pseudochaetosphaeronema
- Pseudodidymella
- Pseudotrichia
- Pyrenochaeta
- Rhopographus
- Setomelanomma
- Shiraia
- Speira
- Sporidesmium
- Sporocybe
- Stagonosporopsis
- Subbaromyces
- Tingoldiago
- Trematosphaeriopsis
- Versicolorisporium
- Wettsteinina
- Wicklowia